# لهوتا (ناحیه کلادنو)
لهوتا (به چکی: Lhota) یک منطقهٔ مسکونی در جمهوری چک است که در شهرستان کلادنو واقع شده‌است. لهوتا ۱۱٫۶۹ کیلومتر مربع مساحت و ۵۹۷ نفر جمعیت دارد و ۴۰۰ متر بالاتر از سطح دریا واقع شده‌است.